# 75e régiment de mobiles
Pour les articles homonymes, voir 75e régiment.
Le 75e régiment de mobiles est un régiment de la Garde nationale mobile formé en 1870 lors de la guerre franco-prussienne. Le 75e régiment de mobiles est formé le 12 novembre 1870, de deux bataillons du Loir-et-Cher et d'un bataillon du Maine-et-Loire.
Le régiment participe notamment à la bataille de Loigny et à la bataille du Mans.

## Formation du régiment

### Les deux bataillons du Loir-et-Cher

#### Mobilisation
Le 17 août 1870, la garde mobile du Loir-et-Cher est appelée à se réunir dans les chefs-lieux de Blois, Vendôme et Romorantin. Il faut former deux bataillons de 8 compagnies, chacune forte de 200 hommes. Neuf compagnies sont réunies à Blois, quatre à Vendôme et trois à Romorantin. Le 1er septembre, les mobiles reçoivent des uniformes et de l'équipement en remplacement des vieux fusils, des blouses et des baluchons. Fin septembre, les deux bataillons sont dirigés vers la forêt de Marchenoir. Le premier bataillon occupe une ligne Beaugency-Marchenoir, le second Marchenoir-Fréteval. Ils logent alors chez l'habitant puis, début novembre, uniquement en campement. Le 10 octobre, les troupes entendent les canonnades de la bataille d'Artenay et apprennent l'occupation d'Orléans par les Prussiens le lendemain. Ces derniers avancent alors jusqu'à Meung-sur-Loire et menacent Beaugency, défendu par trois compagnies du premier bataillon. Le conseil municipal refuse d'exposer la ville aux combats et demande le repli des compagnies. Afin d'éviter que la rencontre fortuite entre les compagnies françaises se repliant et les Prussiens ne débouche sur des combats aux abords de la ville, deux compagnies doivent traverser sur la rive gauche de la Loire, puis retraverser en rive droite à Saint-Dyé-sur-Loire pour rejoindre Marchenoir. Les deux bataillons rencontrent des légionnaires rescapés des combats qui fuient vers le sud, rapportant l'horreur et la difficulté des combats. Mais les troupes allemandes sont rappelées vers Paris et Chartres, afin de prendre part au siège de Paris.

#### Premiers combats
Mi-octobre, les deux bataillons sont épaulés sur leur ligne de défense par le 33e régiment de mobiles de la Sarthe. Plusieurs escarmouches les opposent aux uhlans prussiens. Le 18 octobre, les troupes aperçoivent les lueurs de Châteaudun incendiée lors des combats. Les escarmouches continuent, aux alentours de Saint-Hilaire-la-Gravelle ou Binas. Dans ce dernier, le 25 octobre, un détachement de 200 hussards prussiens attaque 37 francs-tireurs et les massacre. La vérole commence à faire des ravages parmi la troupe. Le 7 novembre, une colonne de plusieurs milliers de bavarois arrive aux alentours de Saint-Laurent-des-Bois. Le premier bataillon s'engage, épaulé par des chasseurs à pied et un régiment de marche. Le second bataillon arrive en renfort après une marche forcée de 10 km. Les prussiens se replient. Les pertes s'élèvent, selon les français, à 164 hommes et 83 prisonniers pour les prussiens, 4 tués et 40 blessés pour les français. Les mobiles du Loir-et-Cher ne perdent pas d'hommes. Le 9 novembre, alors que le 2d bataillon se trouve près de Ouzouer-le-Marché, une canonnade prussienne annonce le début de la bataille de Coulmiers. Dans la charge générale de l'armée française, le 2d bataillon termine la journée au village de Champs, à Saint-Sigismond. Il déplore plusieurs tués et une dizaine de blessés. Les mobiles de Loir-et-Cher reçoivent l'ordre de camper au hameau de Poiseaux, à Épieds-en-Beauce. Les campements dans la plaine de la Beauce en novembre couvrent d'une boue épaisse les soldats.

### 4ebataillonde Maine-et-Loire
Le 12 août 1870, un décret appelle à l'activité la garde mobile de Maine-et-Loire devant se réunir en 4 bataillons dépendant des chefs-lieux des quatre arrondissements : le 1er à Angers, le 2d à Saumur, le 3e à Cholet et le 4e à Segré. Les hommes s'y réunissent le 22 août, sauf pour celui de Segré. Le 5 septembre, la garde nationale mobile est organisée en régiments. Les trois premiers bataillons de Maine-et-Loire forment alors le 29e régiment de mobiles. Le 17 septembre, le 4e bataillon arrive à Angers. Après plusieurs semaines d'instruction et d'exercices, il part pour Blois le 11 octobre. Il passe plusieurs semaines dans les environs de Blois, à Mer, reçoit des équipements supplémentaires ainsi que les fusils Remington le 27 octobre. Il quitte Mer le 4 novembre vers Marchenoir, sous les ordres du 16e corps d'armée commandé par le général Chanzy. Le 6, il marche vers Écoman. La dysenterie et la vérole commence à ravager le bataillon, tuant M. Lemanceau, 2d lieutenant de la 2e compagnie. Jusqu'au 12 novembre, le bataillon surveille une ligne Morée-Écoman-Moisy.

### Création du75emobiles
Le 12 novembre, le 4e bataillon de Maine-et-Loire forme, avec les deux bataillons du Loir-et-Cher, le 75e régiment de mobiles. Il est placé sous les ordres de la 1re brigade, 1re division, 16e corps d'armée. Le même jour, le 4e bataillon se rend à Épieds-en-Beauce, puis le jour suivant à Saint-Péravy-la-Colombe où il retrouve les deux bataillons du Loir-et-Cher. Le régiment s'organise alors en 3 bataillons, ceux du Loir-et-Cher formant le 1er et le 2d bataillon, le 4e de Maine-et-Loire formant le 3e bataillon.

## Historique

### Combat de Faverolles
Installé à l'extérieur du bourg de Saint-Péravy, la situation du régiment devient rapidement invivable du fait de la pluie battante et de la boue. Le régiment décide de cantonner dans le bourg même, entassé dans les maisons. Le 28 novembre, le régiment est mis en alerte et se porte au nord du village pour parer à une éventuelle présence prussienne. Début décembre, le froid gèle le sol boueux et permet aux troupes de manœuvrer. Le 16e corps démarre sa manœuvre. À 10h du matin le 1er décembre, le 75e se déploie et marche vers le nord. Il passe Roumilly, Moret, et reçoit vers 13h l'ordre de prendre Faverolles. Le 75e avance sous le feu de l'artillerie prussienne, les compagnies avancent groupées, profitant des plis et creux du paysage pour se mettre à couvert. Les premières fusillades éclatent. Le 1er bataillon évolue sur la droite, le 2d au centre tandis que le 3e évolue sur le flanc gauche. Vers 16h, une troupe prussienne arrive sur la gauche du village mais doit se retirer sous le feu nourri du 3e bataillon. À 200 mètres du village, avant la nuit, on sonne la charge. Le village est investi, fouillé, les incendies allumés par les prussiens sont éteints. Le régiment capture 30 prisonniers. Son 3e bataillon a perdu 7 hommes tués, 6 blessés et un disparu. Le régiment cantonne dans le village et ses alentours.

### Bataille de Loigny
Le 2 décembre, on tente de ravitailler les troupes, mais une canonnade prussienne oblige le régiment à prendre les armes. Le 1er et 2d bataillon se trouve à droite de la route Faverolles-Loigny, le 3e à gauche. Vers 9h30, les premiers fuyards français sont aperçus. À 10h, le régiment avance vers Loigny. Arrivant à Loigny, il engage immédiatement le combat avec une troupe bavaroise qui se replie au château de Goury. Le général Barry demande alors de pousser vers Goury, mais les prussiens s'y sont solidement retranchés. Sans soutien de l'artillerie, le 75e subit de lourdes pertes avant de se replier à Loigny. Les prussiens attaquent alors le bourg, et le régiment engage un furieux combat pour le conserver. Vers 17h, le régiment commence à se replier de Loigny et campe à Terminiers. Le 75e a subi de lourdes pertes. Le commandant du régiment, le colonel de Montlaur, est blessé. Le 1er bataillon se retrouve amputé du tiers de son effectif et se trouve réduit à environ 600-700 hommes. Le 2d bataillon a perdu les deux-tiers de son effectif, dont 17 de ses 21 officiers. La 3e compagnie déplore 24 tués, 102 blessés (dont 3 officiers), 42 prisonniers (dont 6 officiers) et 17 disparus.

### Retraite vers Le Mans
Le 3 décembre, le régiment passe la matinée à se réorganiser à la suite de la retraite de la veille. Il reçoit l'ordre de se replier. Les 1er et 2d bataillons cantonnent à Patay, le 3e à Lignerolles. Le régiment met la ville en défense. Le lendemain matin, les prussiens attaquent Patay. Pendant que le 1er et 2d bataillon défendent le bourg, le 3e s'établit près du hameau de la Croix-Cassée, proche de l'artillerie et met en déroute l'attaque prussienne près de la ligne de chemin de fer, mettant 200 prussiens hors de combat et 60 prisonniers. Le 3e rallie Patay et aide à l'extinction des incendies. Il déplore 5 blessés et un prisonnier. Les mobiles du Loir-et-Cher déplore au moins 9 tués, plus des blessés. Le 75e entame sa retraite dans l'après-midi, et après quelques escarmouches avec les cavaliers prussiens, passe la nuit du 4 dans le bois de Bucy-Saint-Liphard. Le lendemain, il est à Lorges, puis le 6 au soir à Villorceau. Le 7 décembre, des combats font rage mais le régiment reste en réserve, sans combattre de la journée. Le 8, les combats reprennent près de Messas alors que le bataillon est réduit de moitié à cause des combats et maladies. Le régiment se porte au hameau de La Mée pour épauler l'assaut du 33e régiment de mobiles. Le hameau est pris et une centaine de prisonniers sont capturés. Le 3e bataillon perd 4 tués, 23 blessés (dont 1 officier) et un prisonnier. Le régiment se replie à Villorceau. Les combats font toujours rage aux alentours, et le 9, le régiment marche vers le sud pour défendre le ravin de Tavers et se place près des bâtiments de la ferme du Grand-Mizian. Les prussiens attaquent dans l'après-midi et les fusillades se poursuivent jusqu'au soir. La ligne de front est tenue. Les 1er et 2d bataillon essuient des pertes plus lourdes que le 3e qui, protégé par le terrain, perd 2 tués et 10 blessés. Le lendemain, le régiment ne subit pas d'attaque et campe sur ses positions. Le 11, la retraite reprend et le 75e arrive près de Mer. Le 12, il campe à Pontijou, dans la boue et l'humidité des marais de Maves, le 13 à Selommes, le 14 au lieu-dit de Malignas, à Crucheray, le 15 au lieu-dit La Chaise à Naveil, le 16, il passe sur la rive droite du Loir, le 17, il campe à La Chapelle-Huon, le 18 à Montreuil-le-Henri, le 19 à Parigné-l'Évêque et le 20, il cantonne au sud du Mans, au chemin aux bœufs.

### Bataille du Mans
Après tant de marche, l'état de son équipement est désastreux, notamment les souliers. Le 75e passe Noël au repos. Il reçoit de nouvel équipement et plusieurs de ses soldats sont promus. Le 7 janvier 1871, le commandant du régiment M. de la Vingtrie doit être évacué pour maladie. Le 9, il doit faire marche vers Château-du-Loir, mais la manœuvre est abandonnée à la suite des combats défavorables s'y déroulant. Il se dirige alors le 10 vers Parigné-l'Évêque où les combats font rage et se place au nord-est du bourg. Il est appuyé sur sa gauche par la 1re légion de la Garde nationale de Maine-et-Loire. Les combats sont acharnés, notamment au village des Guettes, qui domine Parigné. Le 75e est également soutenu par le 33e. Plusieurs attaques prussiennes sont repoussées, le commandant du 2e bataillon, le capitaine Odon de Meckenheim, est mortellement blessé et évacué avec d'autres vers le Mans avec l'aide de la population locale. À midi, l'artillerie prussienne bombarde les positions françaises et l'infanterie charge à sa suite. L'artillerie français est partiellement prise par les prussiens. L'ordre est donné de se retirer sur Ruaudin. Vers 16h, le régiment bivouac au chemin aux bœufs, sa retraite ayant été couverte et les prussiens ayant abandonné la poursuite. Les pertes du régiment sont sensibles, le 3e bataillon a perdu 4 tués, 7 blessés dont un officier, 4 prisonniers dont un officier et 2 disparus. Le 11, le régiment reste en position toute la journée sans recevoir d'ordres. Mais en soirée, vers 20h, il est surpris par le feu prussien sur sa droite: la position fortifiée de la Tuilerie, dont la défense avait été confiée aux troupes du camp de Conlie, a été prise par surprise par les troupes prussiennes. À 22h, le 75e reçoit l'ordre de reprendre la position, mais l'attaque est abandonnée car les troupes de renforts sont épuisées et n'ont pu rejoindre leurs positions. La prise de la Tuilerie est un coup dur pour les hommes du régiment qui avaient participé à sa construction. Durant la nuit, les prussiens tentent de prendre par surprise le chemin des bœufs, mais sont repoussés par le 75e, retranché dans les fossés. Le 12 au matin, le 3e bataillon se retrouve esseulé sur ses positions, le 1er et le 2d bataillon ayant décidé de se replier sur Pontlieue. Après plusieurs tentatives, le capitaine Richou arrive à contacter un officier supérieur pour recevoir l'ordre de se replier également sur Pontlieu puis passer la Sarthe au Mans et atteindre Chaufour-Notre-Dame où se trouvent les deux premiers bataillons. Le 3e bataillon a perdu 15 hommes, dont 4 tués, 6 blessés dont un officier, 3 prisonniers et 2 disparus.

### Retraite sur Laval et dissolution
Le régiment retraite le 13 vers Longnes, puis se retranche à Chassillé pensant profiter de la défense naturelle de la Vègre. Mais les prussiens talonnent l'armée française, et l'artillerie prussienne les fait se replier à Montreuil, près de Joué-en-Charnie. Les prussiens passent la Vègre à Loué et le 75e doit se replier une nouvelle fois, durant la nuit, jusqu'à Saint-Jean-sur-Erve, censé offrir une meilleure défense. Le 15 janvier, le régiment prend position sur la rive droite de l'Erve. Les prussiens attaquent vers 11h30 et les combats durent toute la journée. Ils cessent à la nuit tombée, mais les prussiens réussissent à passer la rivière. 
Le régiment retraite de nouveau, vers Laval, et s'arrête avec l'artillerie à Soulgé-le-Bruant. Il arrive à Laval le 16 et y cantonne. Le régiment profite de ce répit pour reconstituer ses munitions, ses réserves et accueillir les soldats rentrant de l'hôpital. Il apprend l'armistice signé le 28 janvier 1871 et reçoit l'ordre de cesser les hostilités. Il cantonne dès le 1er février à Alexain. Le 11, il reçoit l'ordre de se porter au sud de la Loire avec l'ensemble du 16e corps. Il entame sa retraite le 12. Via Laval, Château-Gontier le 13, Angers le 15 où le 3e bataillon retrouve ses blessés au dépôt, Saumur le 17 où il traverse la Loire, et enfin le 21 à Saint-Genest-d'Ambière où il doit cantonner. Le régiment aura parcouru en neuf jours 240 km. Le 7 mars, il reçoit la notification de la dissolution des armées actives et du licenciement des états-majors. Le 17, il reçoit un ordre du général Chanzy leur annonçant que les soldats vont bientôt « rejoindre leur foyer et leur garnison ». Les bataillons commencent leurs mouvements respectifs et arrivent à Chinon. Le régiment se sépare: le 1er et 2d se dirige vers Tours puis Blois, le 3e vers Angers. Les adieux sont cordiaux et fraternels. Le régiment est dissout,.

## Organisation
À sa formation, le régiment comptait 3 bataillons, chaque bataillon étant divisé en huit compagnies, chacune d'elles commandée par trois officiers. La composition du régiment était:
- Lieutenant-colonel: Comte de Montlaur
- Capitaine major: Chevillon
- 1er bataillon: Commandant Clauzel, aumônier abbé Grelat, major Docteur Billault

- - 1re compagnie: Blois-Est et Bracieux
    - Capitaine: Malzy Alcide Lieutenant: Marut de l'Ombre Sous-lieutenant: Anthoine

  - 2e compagnie:Blois-Ouest
    - Capitaine: De Beaucorps Robert Lieutenant: François Auguste Sous-lieutenant: Pille Lionel

  - 3e compagnie: Contres
    - Capitaine: de la Saussaye Olivier Lieutenant: de Fougères René Sous-lieutenant: Miron de l'Espinay

  - 4e compagnie: Montrichard
    - Capitaine: Letellîer Antoine Lieutenant: Perraudin Georges Sous-lieutenant: Deville-Chabrol Paul

  - 5e compagnie: Saint-Aignan
    - Capitaine: Meiffren Félix Lieutenant: de Flers Raoul Sous-lieutenant: Communal Raoul

  - 6e compagnie: Lamotte-Beuvron et Salbris
    - Capitaine: comte de Drée Lieutenant: Pichelin Charles Sous-lieutenant: Grasset Emile

  - 7e compagnie: Mennetou et Selles-sur-Cher
    - Capitaine: Estève Louis Lieutenant: Chauvin Edmond Sous-lieutenant: Marteau Emile

  - 8e compagnie: Neung-sur-Beuvron et Romorantin
    - Capitaine: d'Espinay Saint-Luc Timoléon Lieutenant: de Galard de Zaleu Paul Sous-lieutenant: Barluet de Beauchesne

- 2e bataillon: Commandant : Sampayo, aumônier , major

- - 1re compagnie: 
    - Capitaine:  Lieutenant:  Sous-lieutenant:

  - 2e compagnie:
    - Capitaine:  Lieutenant:  Sous-lieutenant:

  - 3e compagnie:
    - Capitaine: Lieutenant: Sous-lieutenant:

  - 4e compagnie:
    - Capitaine: Lieutenant: Sous-lieutenant:

  - 5e compagnie:
    - Capitaine: Lieutenant: Sous-lieutenant:

  - 6e compagnie:
    - Capitaine: Lieutenant: Sous-lieutenant:

  - 7e compagnie:
    - Capitaine : Schneider, Lieutenant: Sous-lieutenant:

  - 8e compagnie:
    - Capitaine : de Maricourt: Lieutenant: Sous-lieutenant:

- 3e bataillon[Notes 1]: Commandant Bayard de la Vingtrie, aumônier Abbé Combes, aide major Docteur Cesprées

- - 1re compagnie: 
    - Capitaine: de Thiville Charles Lieutenant: d'Etchegoyen Sous-lieutenant: Soudée Gabriel

  - 2e compagnie:
    - Capitaine: Jallot Yves Lieutenant: Richou Charles-Marie Sous-lieutenant: Lemanceau Jules

  - 3e compagnie:
    - Capitaine: de Chemellier Paul Lieutenant: Guibour Omer Sous-lieutenant: Richou Arthur

  - 4e compagnie:
    - Capitaine: de Tessecourt Lieutenant:  Joubert-Bonnaire André Sous-lieutenant: Thuau Victor

  - 5e compagnie:
    - Capitaine: Laumaillé Ernest Lieutenant: Allain-Targé René Sous-lieutenant: de la Paumelière

  - 6e compagnie:
    - Capitaine: de Trédern Christian Lieutenant: de Mieulle Maurice Sous-lieutenant: Poulain de la Forestrie-Alleton

  - 7e compagnie:
    - Capitaine: Ardisson Lieutenant: Châtellier Simon Sous-lieutenant: du Doré Yvan

  - 8e compagnie:
    - Capitaine: O'Madden Charles Lieutenant: Boissée Jean-Joseph Sous-lieutenant: Huet Eugène-René

Le 3e bataillon, originellement 4e bataillon de Maine-et-Loire, reçu également l'aide d'une ambulance médicale. Celle-ci fut créée sur l'initiative de Mgr Freppel, évêque d'Angers avec l'aide de comités. Deux ambulances furent créées, une pour le 29e régiment de mobiles de Maine-et-Loire, et une seconde pour le 4e bataillon, maintenant part du 75e mobiles. Cette dernière est composée:
- Ambulance du 4e bataillon de Maine-et-Loire
  - Fourrier d'ambulance: Mr le Comte d'Osenbray
  - Chirurgien traitant: docteur Soubise
  - Aides-chirurgiens: Brière et Fourestié, internes des hôpitaux de Paris
  - Aumônier: abbé Bauny
  - Infirmiers séminaristes: abbé Baldet, abbé Gatineau, abbé Combes, frère Victorin

## Pertes
Le 75e mobiles comptait au début de la campagne militaire environ 3 140 hommes, plus environ 370 dans les dépôts. Au terme de la campagne et au moment de sa dissolution, il déplore:
- 7 officiers tués
- 30 officiers blessés
- 352 sous-officiers et soldats tués
- 873 sous-officiers et soldats blessés

## Postérité
Un monument aux morts du XIXe siècle se trouve à Candé, portant le nom de 39 hommes du canton morts en 1870-1871, dont certains du 3e bataillon du 75e régiment.
Un monument aux morts de la guerre de 1870 a été érigé sur la commune de Châteauneuf-sur-Sarthe. Il représente une statue de Robert le Fort et porte le nom de 91 hommes du canton tués pendant la guerre, dont des mobiles du 4e bataillon de Maine-et-Loire.
À Parigné-l'Évêque, un monument français a été érigé dans le cimetière où repose 78 soldats français, dont notamment le capitaine Odon de Meckenheim et des soldats du 75e mobiles.

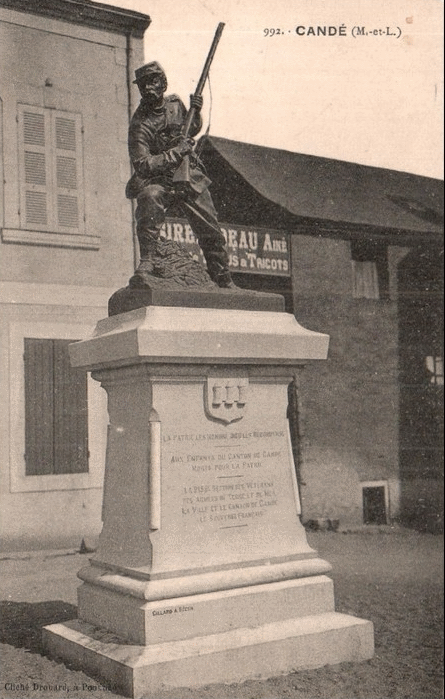
Monument de Candé.
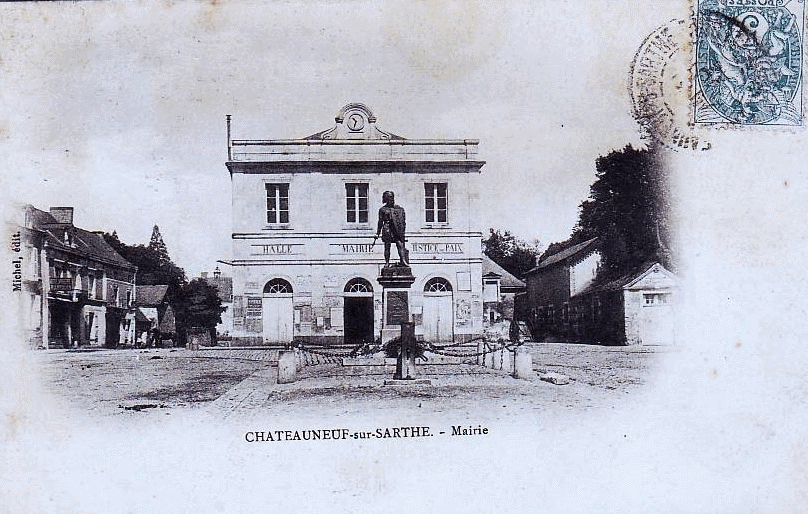
Monument de Châteauneuf.